# 范广举
范广举（1946年2月—），男，河北任丘人，中华人民共和国政治人物，曾任中共齐齐哈尔市委书记、齐齐哈尔市人大常委会主任，黑龙江省人大常委会副主任，第九届全国人大代表。